# Karesuando
Karesuando (fin.: Kaaresuvanto lub Karesuvanto, północnolapoński: Gárasavvon) – najdalej na północ wysunięta miejscowość Szwecji, w Laponii. Osada należy do gminy Kiruna w regionie Norrbotten i liczy ponad 300 mieszkańców (2005).
Karesuando jest bliźniaczą wsią miejscowości Kaaresuvanto (populacja 157) w Finlandii, położonej na przeciwległym brzegu rzeki Muonio. Tam też bierze początek trasa europejska E45. Według tradycji fińskiej obie wsie są traktowane przez społeczność lokalną jako jedna miejscowość, jednakże przebiegająca przez nie granica państwowa (wytyczona w 1809 roku) zalicza je do dwóch różnych systemów administracyjnych. Tereny Karesuando są głównie regionem fińskojęzycznym, jednakże w ostatnich latach język szwedzki zyskał przewagę.
Najstarsze budynki wsi pochodzą z 1670 roku. Głównym zabytkiem Karesuando jest kościół z 1905 roku, który wybudowano w miejsce niszczącego się kościoła drewnianego z 1816 roku. W dawnym kościele Lars Levi Læstadius rozpoczął nurt religijny o nazwie laestadianizm.
Peryferyjne położenie miejscowości wpływa negatywnie na jej warunki socjalne i ekonomiczne. W ostatnich latach w Karesuando wszedł w życie tzw. Projekt Eurosuando, mający na celu umocnienie gospodarki lokalnej wyludniającej się wsi.

## Przypisy

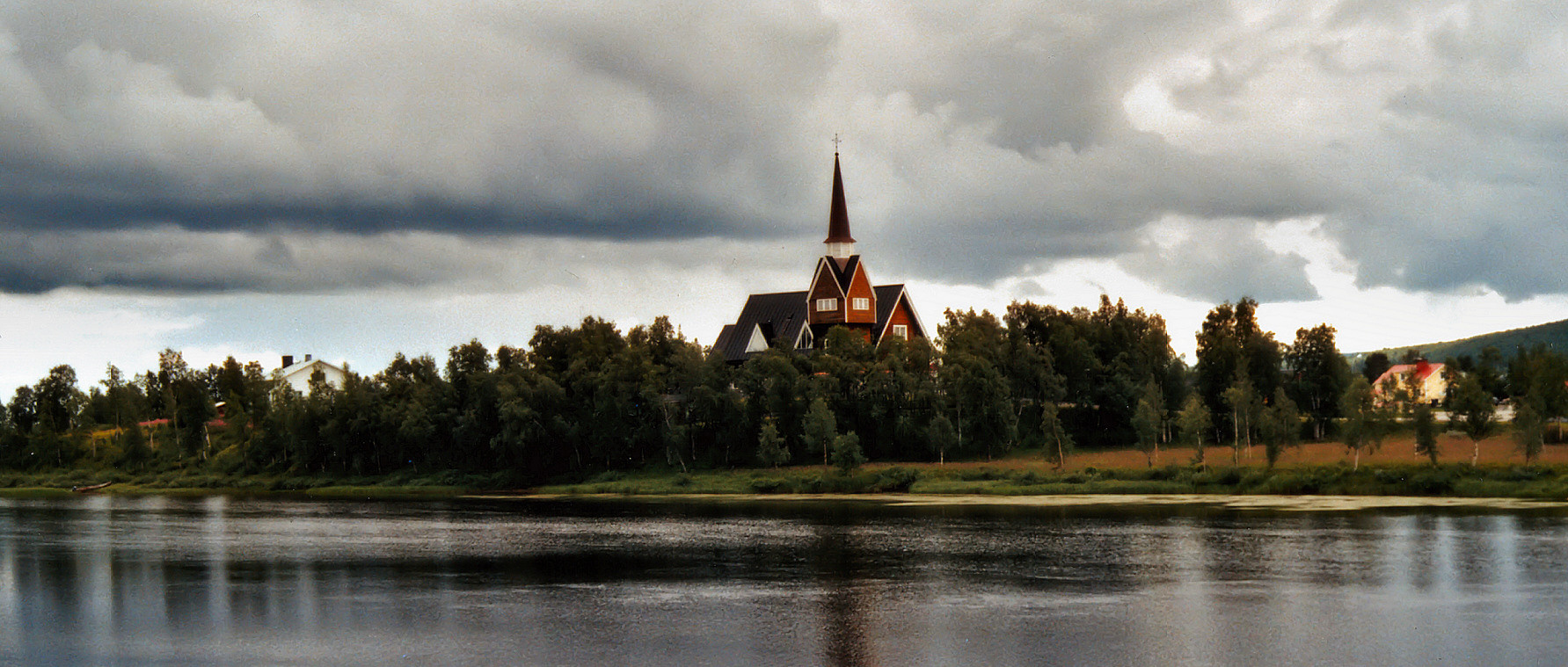
Kościół w Karesuando

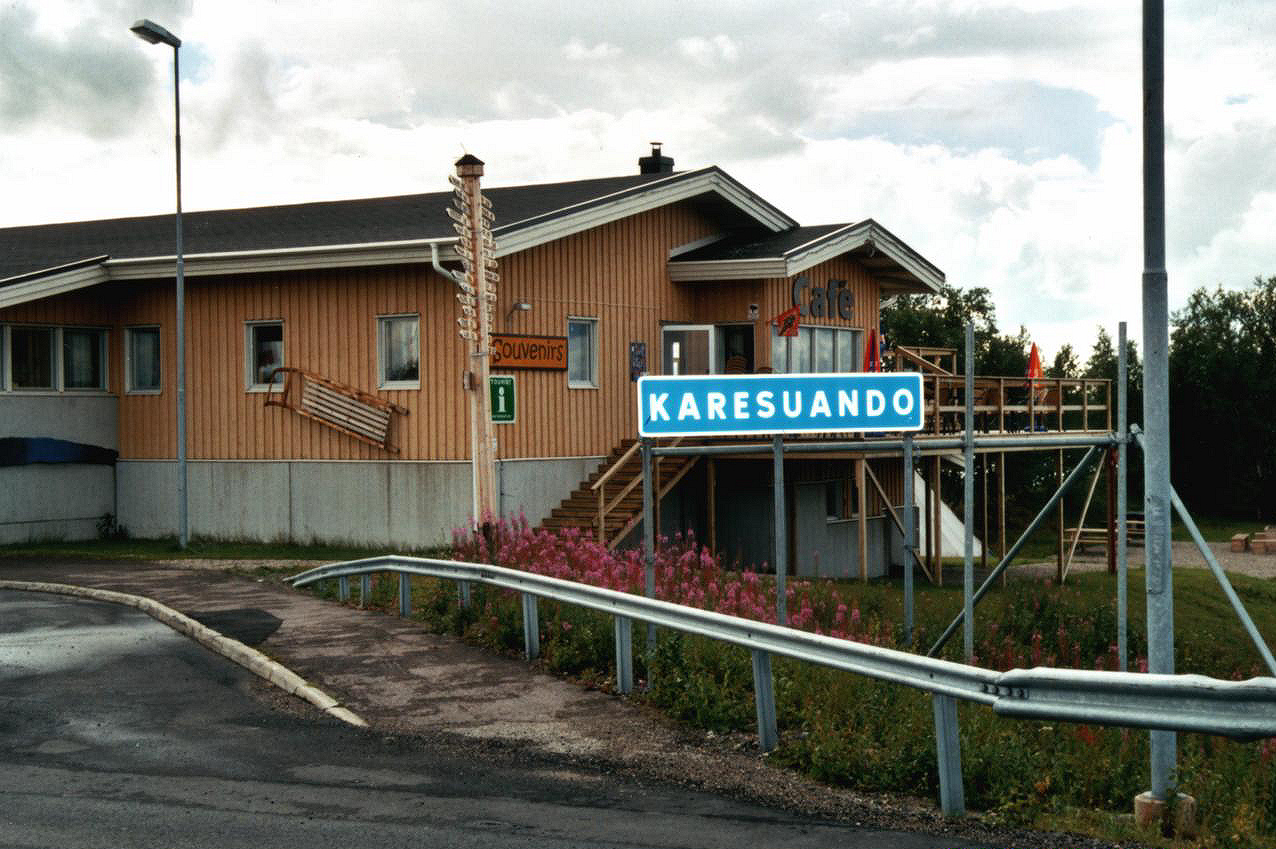
Biuro turystyczne przy granicy fińskiej w Karesuando